# István Ipolyi
István Ipolyi (in ungherese Ipolyi István; Novi Sad, 1886 – Bergen, 2 gennaio 1955) è stato un violinista, violista e musicologo ungherese naturalizzato svedese.

## Biografia
Fu allievo di Jenő Hubay. Nel 1917 venne inserito nella prima parte del Budapest String Quartet, uno dei più importanti gruppi da camera d'Europa tra le due guerre, in cui suonava la viola. Nel 1935 lasciò il quartetto e si stabilì a Bergen.
Nel 1944 entrò come primo violino nella prima parte del Bergen String Quartet.
Nel 1952 fu pubblicata la sua monografia teorica "Introduzione per l'origine e la struttura dell'opera musicale» (Innføring i Musikksprakets Opprinnelse og Struktur; abbreviata traduzione in inglese del 2006); ha anche pubblicato diversi manuali per violinisti, in particolare la raccolta di esercizi per la mano destra (Violinetyder för Höger mano).